# Wozniesienje
Wozniesienje – osiedle typu miejskiego w Rosji, w obwodzie leningradzkim. W 2010 roku liczyło 2425 mieszkańców.